# John Paesano
John Paesano, född 1977 i Birmingham, Michigan, är en amerikansk filmmusikkompositör. Paesano blev uppmärksammad internationellt efter att ha komponerat filmen The Maze Runner. För musiken i serien Drakryttarna från Dräggö belönades han med en Annie Award.